# Estatuto del Río Uruguay
El Estatuto del Río Uruguay es un tratado internacional celebrado en 1962 entre Argentina y Uruguay para arreglar los usos, actividades y conservación del río Uruguay, frontera entre ambos países, en el tramo que ambos comparten.
El Estatuto del Río Uruguay fue firmado el 26 de febrero de 1975 y tiene como principal antecedente el Tratado de Límites del Río Uruguay del 25 de noviembre de 1961. El propósito de su realización responde a la idea de contar con un mecanismo idóneo para un "óptimo y racional aprovechamiento del río" (Art.1° del Estatuto). A tal fin creó una Comisión Administradora del Río Uruguay (CARU), de integración binacional, que tiene la función de gestionar conjuntamente el río.
Algunos de los artículos de este estatuto fueron usados por el estado argentino para presentar una demanda ante el Tribunal Internacional de La Haya por el Conflicto entre Argentina y Uruguay por plantas de celulosa, entre estos:
- un régimen de comunicaciones e inspecciones frente a cualquier obra que pueda afectar la calidad de las aguas (arts. 1 a 17);
- el compromiso de prevenir la contaminación de las aguas (art. 41);
- la responsabilidad por daños de un país frente al otro por la contaminación que causaren las actividades (art. 83);
- la jurisdicción de la Corte Internacional de Justicia de La Haya para resolver cualquier conflicto (art. 92).